# Nicktoons Unite!
Nicktoons Unite!, conocido en Europa como SpongeBob SquarePants and Friends: Unite!, es un videojuego protagonizado por Bob Esponja, Danny Phantom, Los padrinos mágicos y The Adventures of Jimmy Neutron: Boy Genius lanzado en el año 2005. Posteriormente se produjeron tres secuelas Nicktoons: Battle for Volcano Island, Nicktoons: Attack of the Toybots y Nicktoons: Globs of Doom. El juego fue lanzado para PlayStation 2, Game Boy Advance, GameCube, y Nintendo DS. Una versión de Xbox iba a ser planeada pero fue cancelada por razones desconocidas. El juego recibió críticas generalmente mixtas.

## Historia del juego
En un día normal para Bob Esponja, Plankton se apodera de Fondo de Bikini secuestrando a los habitantes de la ciudad con aspiradoras gigantes. Bob se oculta frente a él se abre un portal universal. Del agujero aparece el perro Goddard, quien usa su pantalla para mostrar a Jimmy Neutrón, el niño genio. Este le dice que Plankton se alió con villanos de otros mundos. Bob cruza el portal y termina en el laboratorio de Jimmy, junto con el ahijado mágico Timmy Turner, el chico fantasma Danny Phantom y el propio Neutrón. Jimmy rocía a Bob con un humectante neutrónico para permitirle a la esponja respirar aire.
Jimmy toma la palabra, y explica que su enemigo, el Profesor Calamitus robó los planos de su Máquina de Portales de Universos. Tras replicar al artefacto, viajó a otros mundos para aliarse con Plankton, Vlad Plasmius y Denzel Crocker, fundando el Sindicato de Villanos", armaron un ejército de robots para tomar cada uno de los cuatro universos y robar la energía dimensional. Timmy se emociona por el trabajo en equipo que realizarán, pero Cosmo y Wanda le piden tomarse las cosas más en serio, pues el robo de energía dejó a ambas hadas sin poderes mágicos.
Los héroes inician su viaje en torno a Amity Park para descubrir lo que sus enemigos traman. El grupo termina dentro de lo que alguna vez fue la Preparatoria Casper, ahora siendo esclavizada por Vlad. Plasmius le ofrece a Danny unírsele, para tener acceso a toda la energía fantasmal e incrementar sus poderes. Phantom se rehúsa, aun cuando Vlad revela a sus padres hipnotizados por él. El villano de una ráfaga de ecto-plasma deja inconsciente al equipo y los encierra en la Prisión Fantasma, custodiada por Walker. El grupo logra escapar de los peligros del lugar y van a los Laboratorios Fenton con el uso del Portal Fenton de la Zona Fantasma. Jimmy estudia fascinado la tecnología anti-fantasmas de Danny, y crea armas para el equipo. Afuera, se reúnen con Sam y Tucker, quienes sobrevivieron a una oleada de fantasmas que controlaron a los habitantes de la ciudad. El cuarteto usa las armas para sacar los fantasmas de las personas y encerrarlas en el Termo Fenton. Luego de salvar el lugar, regresan con Vlad, quien aumentó su fuerza debido a la energía fantasmagórica que robó. El equipo combate a Vlad hasta que estos destruyen el generador que mantenía abierto el portal, del cual extraía el ecto-plasma. Un debilitado Vlad revela que el Sindicato está trabajando en una máquina mortal, y se escapa con un portal universal.
El equipo escapa de Jack y Maddie antes que estos despierten de su trance, hacia Fondo de Bikini. Los cuatro acaban siendo acorralados por un grupo de robots, pero son salvados por Arenita, la tercera sobreviviente del secuestro de Plankton. La ardilla revela que Plankton atrapó a todos los habitantes y a Don Cangrejo, para olbigarlo a decir la fórmula secreta de la Cangreburguer; también capturó a las medusas para extraer su poder eléctrico. Arenita envía al equipo a reunirse con un agente infiltrado en las filas de medusas bajo el nombre clave de "Agente Estrella". Al seguir las pistas del espía, descubren que se trata de Patricio Estrella. Lamentablemente, la estrella de mar es encontrada por una aspiradora y llevada  a la prisión de Plankton. Con una pequeña interacción entre Danny y la tripulación fantasma del Holandéz Volador, este último usa el ancla de su barco para abrir la enorme puerta de la prisión. El grupo libera a las Medusas y enfrenta a Plankton, quien tenía amordazado a Eugene Cangrejo. El grupo derrota el traje robótico del microscópico ser, y este huye, no sin antes decir en voz alta lo que Crocker estará haciendo en Dimmsdale.
Timmy, Jimmy, Danny y Bob llegan a la Escuela Primaria, pero descubren que la magia del arcoíris del Mundo Mágico fue redirirgida hacia la Tierra, y usada para transformar la ciudad en el Imperio de Crocker. El grupo combate a una oleada de robots y encuentra la máquina que está desviando la magia, y la usan para devolverla a su lugar de origen. Cosmo y Wanda aprovechan la poca magia que queda para transportarlos a todos con un "¡Poof!" al Mundo Mágico. En la entrada, descubren que Crocker aprovechó la magia de la Gran Varita para crear su imperio, y tener atrapadas a todas las hadas, a excepción de Jorgen. Crocker aparece con una armadura mágica. Los chicos logran liberar a las hadas y devolver la magia a la Gran Varita. Crocker escapa, revelando que de todas formas la Máquina del Juicio Final del sindicato tiene energía más que suficiente para destruir universos. Con la magia de su lado, Timmy desea que todos sus problemas nunca hayan pasado, y que los villanos estén en la cárcel. Wanda le dice que no es posible, pues "Las Reglas" no permiten cambios a universos que no sean en el que estén.
Los cuatro regresan a Retroville para pensar en cómo encontrar al Sindicato. Goddard muestra cierta incomodidad, y Jimmy usa el modo de escaneo del perro para encontrar el problema, y para su fortuna, descubre el as bajo la manga de los villanos: una robo-mosca de Calamitus se escondió en el cerebro de Goddard, para espiar a Neutrón, robar sus planos y monitorear los movimientos de los héroes. Jimmy usa el rayo encogedor para destruir el insecto desde el interior de Goddard. Una vez destruyen el robot, Jimmy revierte la polaridad de la señal para encontrar el laboratorio del profesor, el cual no es otro que un cercano almacén subterráneo.
Los tres llegan a la guarida, donde Calamitus, Crocker, Vlad y Plankton revelan que su Máquina del Juicio Final para destruir a Retroville. Los héroes los sacan de sus cápsulas de protección a sus enemigos; Danny encierra a Vlad en el Termo Fenton y Timmy usa el Hiper Cubo de Neutrón para encerrar a Crocker. Lamentablemente,  pero la máquina llega a los 30 segundos de su detonación. Timmy, Danny y Jimmy comienzan a aportar ideas sin el tiempo de realizarse, pero mientras ellos hacen su lluvia de ideas, Bob Esponja aprovecha la debilidad del profesor de no terminar las cosas, para desenchufar los cables de una fuente de alimentación de respaldo no terminada. Con la máquina arruinada, Calamitus y Plankton son encerrados.
En el laboratorio del niño genio, Jimmy les da un Comunicador Neutrón a sus compañeros para la próxima vez que necesiten reunirse. Danny le da a Jimmy un Termo Fenton, creado con el Replicador de Materia del chico, para el estudio de los fantasmas, mientras que él se lleva el contenedor con Plasmius dentro a su mundo ; Bob se retira con Plankton, esperando que Don Cangrejo no lo despida por el tiempo perdido; Timmy se va con el Hiper Cubo prestado, no sin antes despedirse de Cindy,una vez que todos se van,Jimmy le dice a Cindy  se valla de su laboratorio.

## Protagonistas
- Protagonistas: Bob Esponja, Danny Phantom, Timmy Turner (con Cosmo y Wanda), y Jimmy Neutrón.
- Asociados con los protagonistas: Goddard, Arenita, Patricio Estrella, Jorgen Von Strangle, Chester McBadbat (versión DS), Samantha Manson, Tucker Foley, Cindy Vortex, Jack Fenton y Maddie Fenton, Don Cangrejo, el Holandés Errante, y el Espíritu Caja.
- Los antagonistas / jefes: Sheldon J. Plancton, el profesor Finbar calamitoso, Plasmius Vlad, y Denzel Crocker.
- Extras: Walker, cosechadoras de medusas y el Gigante Flea-bot
- Sindicato Troopers: gruñidos Sindicato, las Tropas de Doomsday, poppers plancton, la Guardia Espíritu, y los fantasmas.

## Juego
En la versión de consola PlayStation 2, y Gamecube, el jugador puede coger la forma de los 4 protagonistas (Danny Phantom, Bob esponja, Timmy Turner y Jimmy Neutrón).
Incluso hay poderes especiales de cada carácter como Bob Esponja, quien hace una bomba de burbuja para estallar un pilar, Danny Phantom hace lamento fantasmal para atravesar paredes y muros, Timmy congela agua con la ayuda de Cosmo y Wanda y Jimmy Neutrón tiene que derribar cosas con los neutrones.

## Críticas
Nicktoons Unite! ha recibido críticas constructivas como, en la versión GameCube el jugador solo podía ser un personaje, pero en la consola PlayStation 2 el jugador puede coger a cualquiera de los 4 protagonistas.
E incluso Nicktoons Unite! fue criticado fuertemente por los países de Costa Rica, Panamá, Colombia, Venezuela, Chile y España, debido a que su llegada a estos países no atrajo fanáticos por su mala calidad de imagen, nitidez y mala traducción al lenguaje (español); Pero sin embargo, en Francia, Estados Unidos y Canadá si atrajo porque su calidad era buena y su idioma era concordante a los creadores del juego.

## Trivia
- Jimmy le dio la capacidad a Bob Esponja de respirar fuera del agua lo cual esa cualidad se usara en los siguientes juegos de nicktoons.
- en este juego aparecen Danny Phantom y Timmy Turner juntos ya que son las dos creaciones de Butch Hartman.
- Wanda le dijo a Timmy que las reglas dicen que no funciona la magia en las otras dimensiones solo funciona en su dimensión correspondiente. Lo cual eso es muy irónico ya que en los crossovers de Jimmy Neutrón, Cosmo y Wanda podían usar su magia en la dimensión de Jimmy, además el universo de Danny Phantom también sería el mismo universo de los padrinos mágicos ya que ambas serie fueron creadas por Butch Hartman.
- en este juego solo protagonizan Jimmy Neutrón, Danny Phantom, Timmy Turner y Bob Esponja pero en los siguientes nicktoons protagonizaran más personajes.

## Reparto
- Tom Kenny - Bob Esponja, Gary (narrador francés)
- Bill Fagerbakke - Patricio Estrella
- Carolyn Lawrence - Arenita Mejillas, Cindy Vortex, Mujer hada
- Doug Lawrence - Plankton
- Debi Derryberry - Jimmy Neutrón
- Tim Curry - Profesor Calamitoso
- Tara Strong - Timmy Turner
- Daran Norris - Cosmo, Jorgen Von Strangle
- Susanne Blakeslee - Wanda, Laboratorio de computación.
- Grey DeLisle - Tootie
- David Kaufman - Danny Phantom
- Martin Mull - Vlad Plasmius
- James Arnold Taylor - Walker, Doomsday Trooper, hombre hada.